# Kto To
Kto To – polski zespół popowo-rockowy założony w Legnicy pod koniec 1993 roku. Zespół gra głównie na polskich scenach. Utworów zespołu można słuchać także na antenie części polskich stacji radiowych oraz telewizyjnych
Zespół wraz z wokalistką Kasią Wilk zajął drugie miejsce w debiutach na Krajowym Konkursie Piosenki Polskiej w Opolu w 2005 roku za piosenkę Gdy minie sen.
Zespół wystartował również w polskiej eliminacji do konkursu Eurowizja w 2006 roku gdzie z piosenką Zero do stracenia zajął siódme miejsce.
Nową twarzą w zespole Kto To jest Joanna Bicz, wokalistka i aktorka scen muzycznych znana m.in. ze współpracy z zespołem Jeden Osiem L, z którym wystąpiła na Krajowym Festiwalu Piosenki Polskiej w Opolu 2006 w koncercie Superjedynek z piosenką „Kilka chwil”. 
Owocem współpracy z wokalistką jest singel pt. "Spełni się co niemożliwe".

## Dyskografia
| 1995                           | Miasto - Data: 1995 - Wytwórnia: b.d.                                       | — |
| 1998                           | Stój i Patrz - Data: 1998 - Wytwórnia: b.d.                                 | — |
| 2002                           | Zostań - Data: 2002 - Wytwórnia: Polskie Nagrania Muza                      | — |
| 2005                           | Jedenaście (oraz Kasia Wilk) - Data: 26 września 2005 - Wytwórnia: My Music | 3 |
| "—" pozycja nie była notowana. |                                                                             |   |